# Sibyla z Acerra

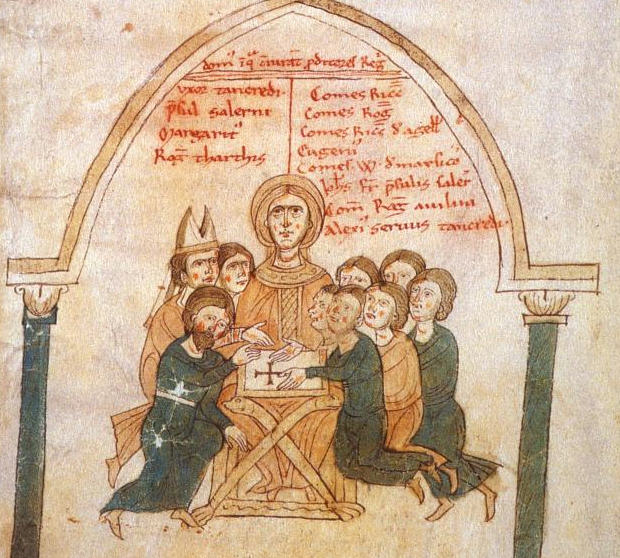
Sibyla z Acerra se spiklenci (středověká iluminace)

Sibyla z Acerra (italsky Sibilla di Medania nebo Sibilla di Acerra, sicilsky Sibbilla di Midania 1153 Acerra – 1205?) byla sicilská královna a regentka.

## Život
Sibyla, dcera Rogera z Acerry byla provdána za Tankreda z Lecce, levobočného syna Rogera III., vévody z Apulie, nejstaršího syna krále Rogera II. a dcery hraběte Acharda II. z Lecce. Tankred získal roku 1189 po smrti bezdětného bratrance krále Viléma sicilský trůn a byl podporován většinou důležitých mužů království. Roku 1190 došlo ke korunovaci, na trůn však uplatňovala nárok i Konstancie Sicilská, manželka císaře Jindřicha VI. Štaufskou invazi dočasně zastavila epidemie malárie, Tankred se snažil získat podporu sicilských měst a roku 1193 nechal syna Rogera korunovat. Po Rogerově nečekané smrti zemřel v únoru 1194 i samotný Tankred a ovdovělá Sibyla se stala regentkou mladšího syna Viléma jako nového krále Sicilského království.
Jindřich VI. využil financí získaných z výkupného za Richarda Lví srdce k nové invazi na Sicílii. Panika, jenž zavládla v ostrovním království, napomohla k rychlému předání Catanie a Syrakus. Obranou Palerma byl pověřen admirál Margaritone, obyvatelé se však odmítli bránit. 20. listopadu 1194 město padlo do štaufských rukou. Jindřich VI. nabídl Sibyle, že zachová její nárok na hrabství Lecce a tarantské knížectví. Vdova dohodu přijala.
25. prosince 1194 byl Jindřich VI. v Palermu korunován sicilským králem. O čtyři dny později bylo odhaleno normanské povstání. Sibylu i s dětmi a jejími přívrženci nechal císař odvézt do Německa, kde byl Vilém pravděpodobně zavražděn a předtím údajně oslepen a vykastrován. Sibyla byla s dcerami převezena do alsaského kláštera Hohenburg, odkud se jí na přímluvu papeže Inocence III. i s dcerami po smrti císaře podařilo odejít a utekla do francouzského exilu. Její bratr Richard z Acerry byl císařem roku 1196 odsouzen k trestu smrti.